# Forces aériennes soviétiques
Cet article court présente un sujet plus développé dans : Armée de l'air russe.
Les Forces aériennes soviétiques ou Force aérienne de l'Union soviétique (en russe : Военно-воздушные силы СССР) est la désignation officielle de l'une des composantes aériennes militaires de l'armée rouge de l'Union des républiques socialistes soviétiques (URSS). L'autre force étant la force de défense anti-aérienne soviétique.

## Historique

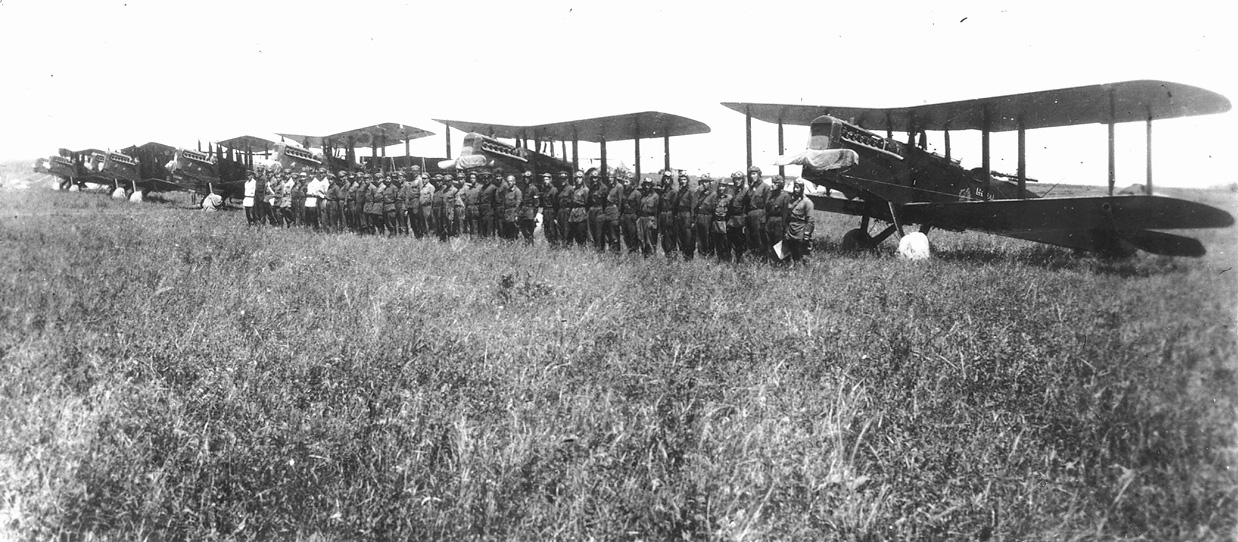
Avions Polikarpov R-1 dérivés de l'Airco DH.9 utilisés durant le conflit sino-soviétique de 1929, l'une des premières interventions à l'étranger de cette force aérienne.

Les forces aériennes soviétiques sont formées à partir de composants de l'armée de l'air impériale russe en 1917, sont particulièrement utilisées pendant la Seconde Guerre mondiale, et sont impliquées durant la guerre froide dans la guerre de Corée et la guerre d'Afghanistan de 1979-1989. Elles sont dissoutes avec la chute de l'Union soviétique en 1991. L'aviation stratégique est regroupé en 1946 dans l'Aviation à long rayon d'action.
Les actifs des forces aériennes soviétiques sont ensuite divisées en plusieurs forces aériennes des anciennes républiques soviétiques (RSS), y compris la nouvelle force aérienne russe.